# Ornithosuchidae
Ornithosuchidae – rodzina archozaurów z kladu Crurotarsi. Według definicji Sereno z 2005 jest to najszerszy klad obejmujący Ornithosuchus woodwardi, ale nie Rutiodon carolinensis, Aetosaurus ferratus, Rauisuchus tiradentes, Prestosuchus chiniquensis i Crocodylus niloticus. Należą do niego cztery znane rodzaje: Dynamosuchus, Ornithosuchus, Riojasuchus i Venaticosuchus. Były to duże drapieżne archozaury, osiągające długość do około czterech metrów, o dużej głowie i krótkiej, masywnej szyi. Kończyny przednie były znacznie krótsze od tylnych i stanowiły około 2/3 ich długości. Budowa czaszki przyczyniła się do sformułowania teorii – obecnie uznawanej za błędną – mówiącej, że Ornithosuchidae są przodkami teropodów z grupy karnozaurów. Jacques Gauthier uznał Ornithosuchidae za bazalnych przedstawicieli linii archozaurów prowadzącej do ptaków, której nadał nazwę Ornithosuchia. Paul Sereno doszedł do wniosku, że w rzeczywistości Ornithosuchidae są bliżej spokrewnione z krokodylami niż z ptakami i zaliczył je do grupy Crurotarsi. Według Sereno Ornithosuchidae są bazalnymi przedstawicielami Crurotarsi, jednak niekiedy bywają one klasyfikowane jako bardziej zaawansowane archozaury należące do rzędu Rauisuchia.